# Festival international du film fantastique d'Avoriaz 1985
Le Festival international du film fantastique d'Avoriaz 1985 est le 13e Festival international du film fantastique d'Avoriaz.

## Jury
- Robert De Niro (président)
- Valerio Adami
- Guy Béart
- Franco Brusati
- Nicole Garcia
- Benoîte Groult
- Masaki Kobayashi
- Gabrielle Lazure
- Claude Pinoteau
- Michael Radford
- Jacques Rosny
- Christopher Walken
- Georges Wilson
- Claude Zidi

## Sélection

### Compétition
- CHUD de Douglas Cheek ( États-Unis)
- The Cold Room de James Dearden ( Royaume-Uni)
- La Compagnie des loups (The Company of Wolves) de Neil Jordan ( Royaume-Uni)
- Dreamscape de Joseph Ruben ( États-Unis)
- La Belle et l'Ordinateur (Electric Dreams) de Steve Barron ( États-Unis /  Royaume-Uni)
- Element of Crime (Forbrydelsens Element) de Lars von Trier ( Danemark)
- Les Griffes de la nuit (A nightmare on Elm Street) de Wes Craven ( États-Unis)
- Les Démons du maïs (Horror Kid ou Children of the Corn)de Fritz Kiersch ( États-Unis)
- Legend of the Eight Samouraï (Satomi Hakken-Den) de Kinji Fukasaku ( Japon)
- Morgengrauen de Peter Samann ( Autriche)
- Philadelphia Experiment (The Philadelphia Experiment) de Stewart Raffill ( États-Unis)
- Razorback de Russell Mulcahy ( Australie)
- Starfighter (The Last Starfighter) de Nick Castle ( États-Unis)
- Terminator (The Terminator) de James Cameron ( Royaume-Uni /  États-Unis)

### Hors compétition
- Orgie sanglante (Blood Feast) de Herschell Gordon Lewis ( États-Unis)
- Body Double de Brian De Palma ( États-Unis)
- 2000 Maniaques (2000 Maniacs) de Herschell Gordon Lewis ( États-Unis)
- L'Illusionniste (De illusionist) de Jos Stelling ( Pays-Bas)
- Impulse (en) de Graham Baker (en) ( États-Unis)
- La Mort en prime (Repo Man) d'Alex Cox ( États-Unis)
- Terreur dans la salle (Terror in the Aisles) de Andrew J. Kuehn (en) ( États-Unis)
- Toxic (The Toxic Avenger) de Michael Herz et Lloyd Kaufman ( États-Unis)

## Palmarès
- Grand prix : Terminator de James Cameron
- Prix spécial du jury : The Cold Room de James Dearden et La Compagnie des loups de Neil Jordan
- Mention spéciale : Heather Langenkamp pour son interprétation dans Les Griffes de la nuit
- Prix de la critique : Les Griffes de la nuit de Wes Craven
- Antenne d'or : La Belle et l'Ordinateur de Steve Barron
- Prix du public : La Belle et l'Ordinateur de Steve Barron
- Prix du court métrage : La Nuit de Santa Klaus de Vincent de Brus